# گل‌شکاف‌های آبی‌فام
گل‌شکاف‌های آبی‌فام (نام علمی: Diglossopis) نام یک سرده از تیره فرخنده است.

## گونه‌ها
- گل‌شکاف نیلی, Diglossopis indigotica
- گل‌شکاف سرمه‌ای, Diglossopis glauca.
- گل‌شکاف آبی‌رنگ, Diglossopis caerulescens.
- گل‌شکاف نقاب‌دار, Diglossopis cyanea.